# كأس أوروبا لكرة السلة 2004–05
كأس أوروبا لكرة السلة 2004–05  هو موسم من كأس أوروبا لكرة السلة. أقيم خلال الفترة 9 نوفمبر 2004 وحتى 19 أبريل 2005، وكان عدد الأندية المشاركة فيه  42، وفاز فيه ليتوفوس رايتس.